# Дзета Ворона
Дзета Во́рона (лат. ζ Corvi), 5 Ворона (лат. 5 Corvi) — кратная звезда в созвездии Ворона на расстоянии приблизительно 382 световых лет (около 117 парсек) от Солнца.

## Характеристики
Первый компонент (HD 107348A) — бело-голубая Be-звезда спектрального класса B6V, или B8Vne, или B8Ve, или B8Vn, или B8V, или B8. Видимая звёздная величина звезды — +5,21m. Масса — около 3,999 солнечных, радиус — около 3,462 солнечных, светимость — около 223,872 солнечных. Эффективная температура — около 12830 K.
Второй компонент (HD 107348B). Видимая звёздная величина звезды — +13,7m. Удалён на 11,2 угловых секунды.
Третий компонент (HD 107295A) — жёлтая звезда спектрального класса G2, или G3IV, или G5. Видимая звёздная величина звезды — +6,29m. Масса — около 4,039 солнечных, радиус — около 21,901 солнечных, светимость — около 376,98 солнечных. Эффективная температура — около 5246 K. Удалён на 347,8 угловых секунды.
Четвёртый компонент. Масса — около 2012,85 юпитерианских (1,921 солнечной). Удалён от третьего компонента в среднем на 2,382 а.е..
Пятый компонент (HD 107295B). Видимая звёздная величина звезды — +8,05m. Удалён от третьего компонента на 0,5 угловой секунды.

## Планетная система
В 2019 году учёными, анализирующими данные проектов HIPPARCOS и Gaia, у звезды обнаружена планета.

## Описание
Дзета Ворона является бело-голубой звездой главной последовательности спектрального класса B. Светимость ζ Crv превышает солнечную в 154 раза. Эффективная температура поверхности составляет 10695 K. Является Be-звездой, наличие эмиссионных линий водорода в спектре свидетельствует о существовании околозвёздного диска.
Дзета Ворона находится на угловом расстоянии около 7 угловых секунд от звезды HR 4691. Эти объекты могут составлять оптическую двойную или тройную систему, расстояние между компонентами в которой составляет не менее 50 тыс. а.е., при этом звёзды обращаются друг вокруг друга с периодом не менее 3,5 млн лет. HR 4691 является двойной звездой, состоящей из жёлто-оранжевого гиганта спектрального класса K0 или G3 и звезды главной последовательности спектрального класса F.